# Okulary dwuogniskowe

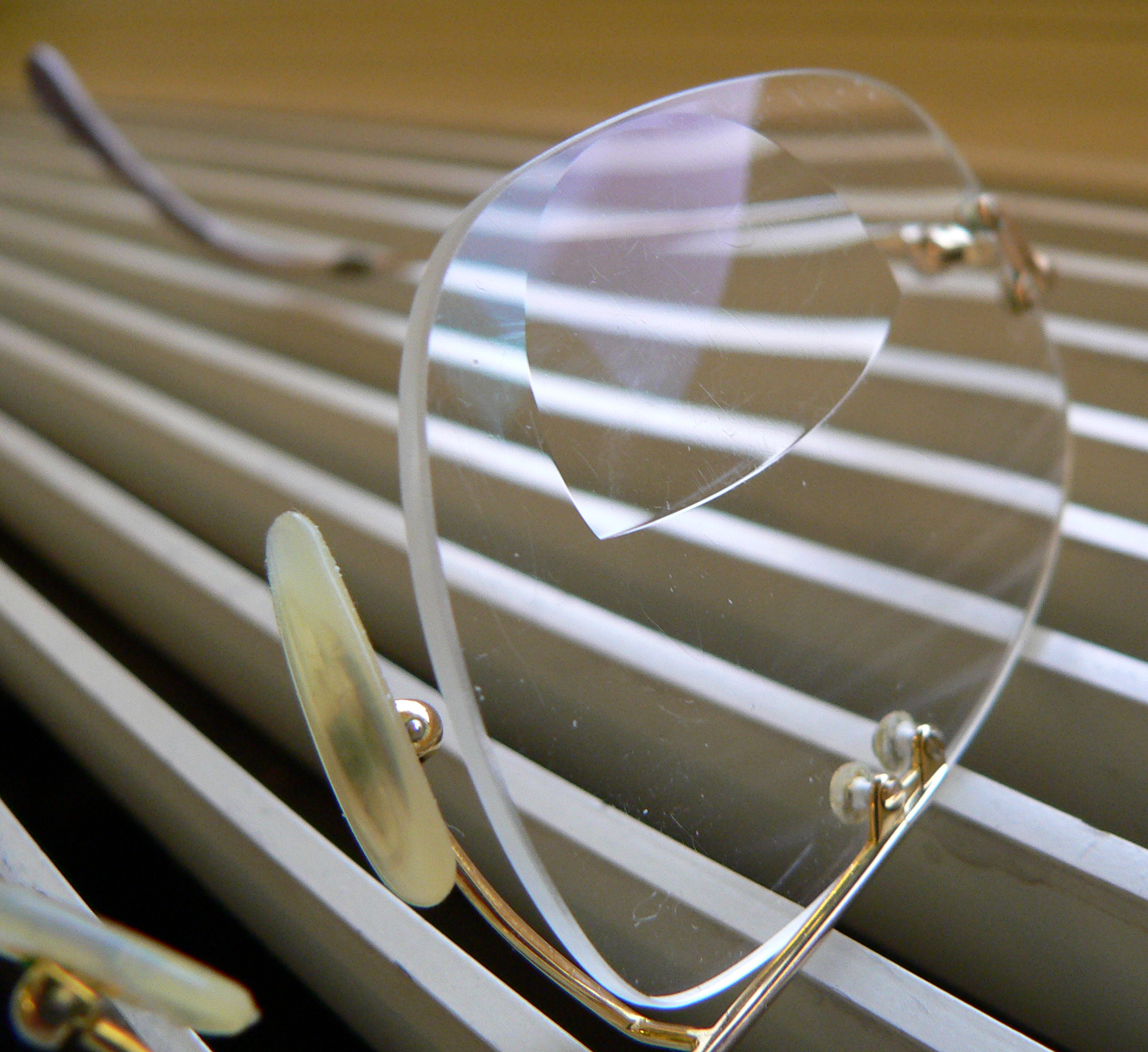
Okulary dwuogniskowe. Wewnętrzna (mniejsza soczewka) służy do czytania, reszta do patrzenia w dal.

Okulary dwuogniskowe – okulary korekcyjne, w których soczewki zawierają dwa obszary o różnych mocach optycznych. Używane są głównie do korekcji starczowzroczności. Ich działanie jest analogiczne do okularów progresywnych, ale zmiana mocy optycznej zachodzi skokowo.

Przeczytaj ostrzeżenie dotyczące informacji medycznych i pokrewnych zamieszczonych w Wikipedii.